# Neuenbau
Neuenbau ist ein Ortsteil der Gemeinde Föritztal im Landkreis Sonneberg in Thüringen.

## Lage
Neuenbau befindet sich im äußersten Norden des Gemeindegebietes von Föritztal in ländlicher Umgebung, umgeben von Wald an Hängen. Südlich liegt Judenbach. Die Kreisstraße 31 führt durch die Streusiedlung. Sie ist Teil einer alten Handels- und Heeresstraße von Nürnberg nach Leipzig.

## Geschichte

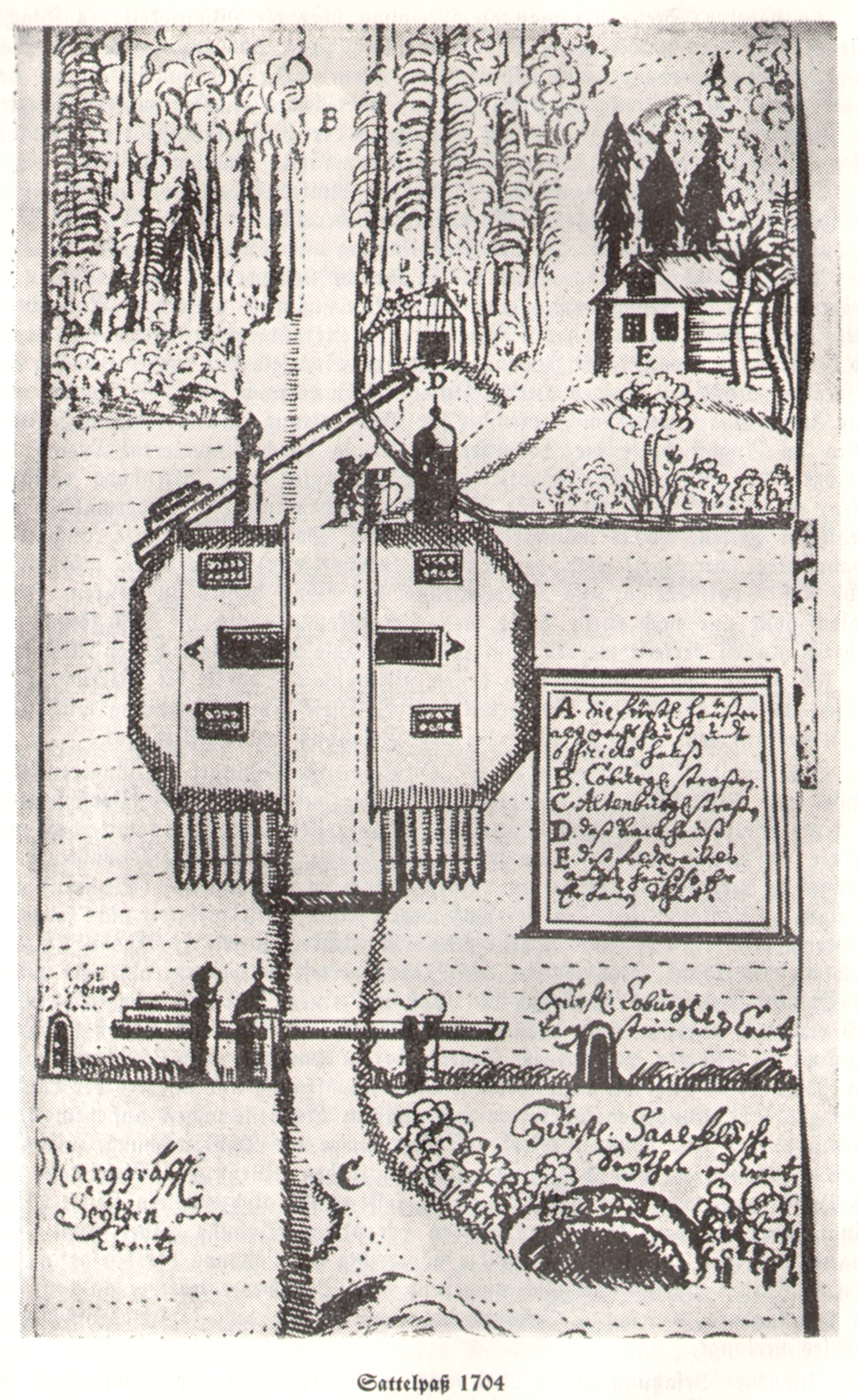
Darstellung des befestigten Grenzüberganges mit Zolleinnehmern an der Nürnberg-Leipziger, auch Coburger Straße, am Sattelpaß (1704).

1672/35 ist der Ort erstmals urkundlich erwähnt worden.
Die Streusiedlung des Ortes ergab sich aus den wachsenden Anforderungen der damaligen Reisenden und Fuhrleute. Frachtfahrten waren über die Berge mit Vorspänner zu unterstützen. Kaufleute und Händler wollten schneller reisen. Diese Anforderungen entwickelten das Dorf. Kriegszüge waren hinderlich. Grenzen grenzten noch mehr ein.

## Persönlichkeiten
- Walter Greiner (1935–2016), deutscher Physiker